# Crematogaster arcuata
Crematogaster arcuata es una especie de hormiga acróbata del género Crematogaster, categorizada en la tribu Crematogastrini, de la subfamilia Myrmicinae.

## Taxonomía
Se atribuye su descripción al entomólogo de origen suizoa Auguste Forel, quien la citó por primera vez en 1899. La especie aparece registrada en la sección Formicidae de Biologia Centrali-Americana Hym, 3, 81–104, publicada por Forel, A. en 1899.

## Distribución y hábitat
Se distribuye por varios países de América, entre ellos, Bolivia, Brasil, Colombia, Costa Rica, Nicaragua, Panamá, Perú y Venezuela. Habita en nidos, vegetación baja, en la selva tropical, en pastizales, en el bosque montañoso y húmedo, también en follajes. Se ha encontrado a elevaciones de 300-1100 m s. n. m.